# Couplage de deux oscillateurs électriques
Pour les articles homonymes, voir Couplage de deux oscillateurs.
Soit un oscillateur simple de Thomson : entre la masse (point O) et le point A une branche contenant un condensateur de capacité C ; entre A et O une inductance L : l'équation électrique du circuit est celle d'un oscillateur harmonique de pulsation (dite de Thomson) telle que :
{\displaystyle LC\omega _{0}^{2}=1}
Si on place dans la branche du condensateur un générateur de pulsation variable (on dit modulé en pulsation), la réponse en intensité marquera une résonance intense à la pulsation de Thomson, dont la largeur sera régulée par la petite résistance parasite de l'inductance.

## Couplage par mutuelle-inductance
Soit symétriquement un oscillateur identique : entre la masse (point O) et A' un condensateur de capacité C ; entre A' et O une inductance L.
On place les deux bobines en regard de sorte que le flux de champ magnétique B1 de la première passe dans l'autre et réciproquement. Il y a induction mutuelle de valeur M.
M/L s'appelle la constante de couplage des deux oscillateurs.
- Si on écarte les deux bobines, M tend vers zéro : le couplage est faible.
- Si on les rapproche, le couplage augmente (mais M/L reste toujours inférieur à 1, comme le montre la théorie de l'induction).

Il y a donc un circuit avec deux intensités, I1 (de O vers A) dans la branche contenant le générateur, et I2 (de O vers A') dans la branche contenant le deuxième condensateur. On dit que les deux oscillateurs sont couplés par inductance. Les équations électriques des 2 circuits couplés font apparaître pour I1(t) un courant sinusoïdal de module I1 dépendant de la pulsation du générateur, avec deux pulsations de résonance et une pulsation d'anti-résonance intermédiaire :
{\displaystyle (L+M)C\omega _{g}^{2}=1}
{\displaystyle LC\omega _{a}^{2}=1}
{\displaystyle (L-M)C\omega _{u}^{2}=1}
Les indices g et u signifient gerade et ungerade, selon la notation internationale pour symétrique et antisymétrique. L'indice a est pour dire anti-résonance : le deuxième circuit joue le rôle de « bouchon » pour le passage du courant I1 dans le premier circuit (« notch » en anglais).
L'expérience est très jolie à voir (pour ceux qui le peuvent) si on a pris soin de bloquer la pulsation d'antirésonance au milieu de l'écran de l'oscilloscope : quand M = 0, on a la simple résonance, très classique. Quand on rapproche les bobines, la raie se dédouble quasi-symétriquement, conformément à la formule donnée par les calculs d'impédances en série et/ou en parallèle :
{\displaystyle I_{1}(p)=E.Y_{e}(p)}, pris en module
où l'admittance d'entrée complexe vaut :
{\displaystyle Y_{e}(p)={\frac {Lp(p^{2}+\omega _{a}^{2})}{(L^{2}-M^{2})(p^{2}+\omega _{g}^{2})(p^{2}+\omega _{u}^{2})}}} ,
c’est-à-dire imaginaire pure et conforme au théorème de Foster (certes, il a été fait abstraction des résistances parasites).